# Gerhard Heilmann
Gerhard Heilmann, född 1859, död 1946, var en dansk evolutionärbiolog som 1926 gav ut The Origin of Birds.